# 1458 Mineura
1458 Mineura је астероид главног астероидног појаса са пречником од приближно 17,19 .
Афел астероида је на удаљености од 3,103 астрономских јединица (АЈ) од Сунца, а перихел на 2,151 АЈ.
Ексцентрицитет орбите износи 0,181, инклинација (нагиб) орбите у односу на раван еклиптике 12,536 степени, а орбитални период износи 1555,669 дана (4,259 године).
Апсолутна магнитуда астероида је 11,50 а геометријски албедо 0,150.
Астероид је откривен 1. септембра 1937. године.